# Атрибути на фараоните
Фараоните лесно се различават от другите хора, представени на барелефите и картините от Древен Египет, тъй като носят отличаващи знаци, символи на тяхната обществена позиция. Боговете, изначални притежатели на властта, също могат да носят тези отличителни знаци.
- Немес: забрадка със сини и жълти райета и с краища, падащи отпред, от двете страни на главата.
  - Скент Корона (Skhemty): вковани две корони една в друга.
  - Бяла корона (Hedjet): короната на южното царство, под закрила на бог Сет.
  - Червена корона (Desheret): короната на северното царство, под закрила на бог Хор.
- Кобра: женска кобра, изобразявана със слънчев диск на главата, която предпазва фараона от враговете му.
- Фалшива брада: запазена е за фараона и боговете.
- Опашка на бик: трофей, закрепен за колана на фараона, за да му дава силата на свещеното животно.
- Владишкият жезъл (Heka): фараонът, който повежда народа си като пастир.
- Бич (Nekhekh): оръжие, символ на защита.
- Кепреш: Корона на победата. Тя е платняна или кожена синя шапка, украсена с бронзови или златни дискове. Синята корона е носена в битки, както и на церемонии.